# مدينة فرانكفورت الحرة
لما يقرب من خمسة قرون، كانت المدينة الألمانية فرانكفورت على نهر الماين مدينة للدولة ضمن دولتين الجرمانية رئيسية هي:
- الإمبراطورية الرومانية المقدسة باسم مدينة فرانكفورت الإمبراطورية الحرة (بالألمانية: Freie Reichsstadt Frankfurt) حتى عام 1806
- الاتحاد الألماني باسم مدينة فرانكفورت الحرة (Freie Stadt Frankfurt) بين عامي 1815-1866

كان فرانكفورت مدينة رئيسية في الإمبراطورية الرومانية المقدسة بحيث يجري فيها انتخابات مقعد الإمبراطور منذ 885، ولاحقاً أصبحت مدينة تتويج الإمبراطور منذ 1562 (سابقا في آخن) وحتى 1792، أعلن فرانكفورت كـ مدينة إمبراطورية حرة (Reichsstadt) عام 1372، مما يجعل من المدينة كيان الإمبراطورية الفورية، وهذا يعني تابعة مباشرة للإمبراطور الروماني المقدس، وليس لحاكم أو الإقليمية أو أحد النبلاء المحلية.
وبسبب أهميتها الإمبراطورية نجت فرانكفورت من الوساطة في عام 1803، وبعد انهيار الإمبراطورية الرومانية المقدسة في عام 1806 سقطت فرانكفورت في يد نابليون بونابرت ومنح المدينة لكارل ثيودور أنطون ماريا فون دالبرغ، وبذلك أصبحت تعرف الآن باسم إمارة فرانكفورت، حرر دالبرغ الكاثوليك الذين يعيشون في حدود المدينة، وفي عام 1810 دمج دالبرغ فرانكفورت مع إمارة أشافنبورغ، وكونتية فيتسلار، وفولدا، وهاناو لتشكيل دوقية فرانكفورت الكبرى، وبعد هزيمة نابليون وحل اتحاد الراين، عادت فرانكفورت إلى دستورها القديم من خلال مؤتمر فيينا عام 1815 وأصبحت دولة مدينة ذات سيادة وعضوًا في الاتحاد الألماني.
خلال فترة الاتحاد الألماني استمرت فرانكفورت في كونها مدينة رئيسية، بحيث يقع مجلس إدارة الاتحاد «البوندستاغ» (المسمى رسميًا Bundesversammlung، الجمعية الفيدرالية) في قصر ثورن أوند تكسيس بوسط مدينة فرانكفورت، خلال ثورات 1848 تم تشكيل برلمان فرانكفورت في محاولة لتوحيد الدول الألمانية بطريقة ديمقراطية، رفض الملك البروسي فريدرخ فيلهلم الرابع عرض عليه تاج «ألمانيا الصغرى».
في عام 1866 دخلت مملكة بروسيا في حرب مع الإمبراطورية النمساوية على شليسفيغ-هولشتاين، مما تسبب في الحرب النمساوية- البروسية، فرانكفورت التي ظلت موالية للاتحاد الألماني لم تنضم إلى بروسيا ولكنها ظلت محايدة، وبعد انتصار بروسيا، تم ضم فرانكفورت بموجب مرسوم صادر عن ملك بروسيا في 20 سبتمبر إليها، وأصبحت جزءًا من مقاطعة هسن-ناساو المشكلة حديثًا.